# Triathlon aux Jeux panaméricains de 2007
Navigation
Édition précédente Édition suivante
Le triathlon aux Jeux panaméricains de 2007 a lieu à Rio de Janeiro au Brésil. Deux épreuves distinctes sont au programme le 15 juillet pour les courses féminines et masculines.
L'événement est également le support des championnats panaméricains de triathlon.

## Médaillés
| Event  | Or          | Argent        | Bronze         |
| ------ | ----------- | ------------- | -------------- |
| Hommes | Andy Potts  | Brent McMahon | Juraci Moreira |
| Femmes | Julie Ertel | Sarah Haskins | Lauren Groves  |

## Tableau des médailles
| Rang  | Nation     | Or | Argent | Bronze | Total |
| ----- | ---------- | -- | ------ | ------ | ----- |
| 1     | États-Unis | 2  | 1      |        | 3     |
| 2     | Canada     |    | 1      | 1      | 2     |
| 3     | Brésil     |    |        | 1      | 1     |
| Total | Total      | 2  | 2      | 2      | 6     |

## Résultats
| Position           | Athlète                    | Nation     | Temps           | écart      |
| ------------------ | -------------------------- | ---------- | --------------- | ---------- |
| Médaille d'or      | Julie Ertel                | États-Unis | 1 h 57 min 23 s | /          |
| Médaille d'argent  | Sarah Haskins              | États-Unis | 1 h 57 min 45 s | 22 s       |
| Médaille de bronze | Lauren Groves              | Canada     | 1 h 59 min 50 s | 2 min 27 s |
| 4                  | Kathy Tremblay             | Canada     | 2 h 0 min 25 s  |            |
| 5                  | Melody Ramirez             | Mexique    | 2 h 0 min 44 s  |            |
| 6                  | Mariana Ohata              | Brésil     | 2 h 0 min 51 s  |            |
| 7                  | Adriana Fabiola Corona     | Mexique    | 2 h 0 min 59 s  |            |
| 8                  | Bárbara Riveros Díaz       | Chili      | 2 h 1 min 42 s  |            |
| 9                  | Carla Moreno               | Brésil     | 2 h 2 min 3 s   |            |
| 10                 | Sara Mclarty               | États-Unis | 2 h 2 min 7 s   |            |
| 11                 | Andrea Paola Bonilla Tello | Équateur   | 2 h 2 min 16 s  |            |
| 12                 | Flora Duffy                | Bermudes   | 2 h 3 min 13 s  |            |

| Position           | Athlète                | Nation           | Temps           | écart      |
| ------------------ | ---------------------- | ---------------- | --------------- | ---------- |
| Médaille d'or      | Andy Potts             | États-Unis       | 1 h 52 min 31 s | /          |
| Médaille d'argent  | Brent McMahon          | Canada           | 1 h 52 min 38 s | 7 s        |
| Médaille de bronze | Juraci Moreira         | Brésil           | 1 h 52 min 54 s | 13 s       |
| 4                  | Kyle Jones             | Canada           | 1 h 53 min 5 s  | 34 s       |
| 5                  | Leonardo Chacón        | Rép. dominicaine | 1 h 53 min 13 s | 42 s       |
| 6                  | Jarrod Shoemaker       | États-Unis       | 1 h 53 min 32 s | 1 min 1 s  |
| 7                  | Michel Gonzalez Castro | Cuba             | 1 h 53 min 34 s | 1 min 3 s  |
| 8                  | Brian Fleischmann      | États-Unis       | 1 h 53 min 37 s | 1 min 6 s  |
| 9                  | Arturo Garza           | Mexique          | 1 h 53 min 43 s | 1 min 12 s |
| 10                 | Jorge Eduardo Arias    | Colombie         | 1 h 53 min 53 s | 1 min 22 s |
| 11                 | Paul Tichelaar         | Canada           | 1 h 54 min 3 s  |            |
| 12                 | Javier Cuevas          | Rép. dominicaine | 1 h 54 min 49 s |            |